# Jiří Václavek (moderátor)
Jiří Václavek (* 24. dubna 1975 Brno) je český moderátor a redaktor.

## Život
Jiří Václavek se narodil 24. dubna 1975 v Brně. Vystudoval Filozofickou fakultu Masarykovy univerzity (obor historie-klasická filologie) a 3 roky studoval také její Právnickou fakultu. Od roku 1999 pracuje v České televizi – nejdříve byl zprávařem brněnské redakce ČT (1999–2001), posléze i jejím redaktorem (2001–2007) a dramaturgem kulturní rubriky (2004–2007). V letech 2005–2007 byl moderátorem pořadů Regiony ČT24 a Týden v regionech, v letech 2007–2013 Kultury v regionech. V letech 2008–2011 moderoval futurologický magazín Milénium. Od roku 2008 moderoval ranní zpravodajskou relaci České televize Studio 6 a od června 2010 moderuje také kontinuální zpravodajství Studio ČT24. V letech 2015–2020 byl moderátorem pořadu Týden v justici. Od roku 2016 je moderátorem pořadu 90' ČT24.